# 拿骚 (德国)
拿骚（德語：Nassau，發音：[ˈnasaʊ] ⓘ）是德国莱茵兰-普法尔茨州莱茵-兰县的城市，面积17.55平方千米，2023年12月31日人口为4,687人。
“拿骚”一名于915年首次见于史书，1348年根据查理四世的敕令正式获得城市身份，后成为拿骚公国的首府。荷兰的奥兰治-拿骚王朝、巴哈马的首都拿骚等俱是自拿骚得名。

## 友好城市
- 法國 蓬沙托（1975年）
- 巴哈马 拿骚（2024年）